# Calomicrus bispiniger
Calomicrus bispiniger là một loài bọ cánh cứng trong họ Chrysomelidae. Loài này được Israelson miêu tả khoa học năm 1969.